# Dioscorea rotundata
Dioscorea rotundata ist eine Pflanzenart aus der Gattung Yams (Dioscorea) innerhalb der Familie der Yamswurzelgewächse (Dioscoreaceae). Deutsche Trivialnamen sind Guinea-Yamswurzel, Weißer Guinea Yam, Weiße Yamswurzel, Weißer Yam, oder Guinea Yams  bekannt. Sie ist eine der wichtigsten angebauten Yams-Arten.

## Beschreibung
Dioscorea rotundata wächst als windende, ausdauernde krautige Pflanze. Sie bildet Wurzelknollen als Überdauerungsorgan. Die rechtswindende Sprossachse ist zylindrisch und oft stachlig bewehrt. Die gestielten Laubblätter sind dunkelgrün.
Die Blüten sind immer eingeschlechtig.
Die Chromosomenzahl beträgt 2n = 40 oder 60.

## Verbreitung und Ursprung
Dioscorea rotundata ist nur aus Kultur bekannt. Der Ursprung liegt wohl in Westafrika. Mehrere Arten sind der Ursprung dieser Kulturform. Noch immer werden aus Wildformen neue Kulturformen von Dioscorea rotundata gezüchtet.

## Systematik
Die Erstbeschreibung von Dioscorea rotundata erfolgte 1813 durch Jean Louis Marie Poiret in Encyclopedie Methodique. Botanique ... (J. Lamarck & al.) Supplement 3, S. 139.
Sie wird auch als Unterart Dioscorea cayennensis subsp. rotundata (Poir.) J.Miège zu Dioscorea cayennensis gestellt.

## Nutzung
Fast 96 % der weltweiten Yam-Produktion werden mit dem Anbau im Subsahara-Afrika erzielt. Der Anteil von Dioscorea rotundata beträgt in diesem Gebiet etwa 90 %. Nur in der Elfenbeinküste wird der Hauptanteil von etwa 70 % mit Dioscorea alata erzeugt.
Dioscorea rotundata wird für die Ernte von Wurzelknollen angebaut. Dioscorea rotundata besitzt eine deutliche Vegetationsruhe. Vom Pflanzen bis zur Ernte dauert es 180 bis 300 Tage. Die geernteten Wurzelknollen wiegen meist 2 bis 5 kg, auf guten Anbauflächen bis zu 10 kg und 20 bis 25 kg wurden berichtet.

## Trivialnamen
Es gibt viele Trivialnamen in verschiedenen Sprachen:
- deutsch: Guinea-Yams, Weißer Guinea Yam[7], Guinea-Yamswurzel, Weiße Yamswurzel, Yamswurzel, Weißer Yam[2]
- englisch: White yam, Guinea yam,[2] White Guinea yam, Eight months yam, Common yam,[4] Round white yam,[7]
- französisch: Igname blanc, Igname de Guinée, Igname de Guinée blanche[7]
- spanisch: Ñame Guieno blanco, Ñame blanco (auch für Dioscorea alata)[4][7]
- Portugiesisch:  Cará branco (Brasilien)[7]
- chinesisch: Bai shu yu[7]
- japanisch: シ ロギニアヤム  Shiro ginia yama[7]
- russisch: Белый ямс = Belyi iams,  Диоскорея округлая = Dioskoreia okruglaia[7]
- griechisch: Glycopatata[2]
- italienisch: Dioscorea[2]
- sonstige: Eboe yam (in Westafrika)[4]

## Weiterführende Literatur
- Roland Dumont: Biodiversity and Domestication of Yams in West Africa.
- E. I. Ile, P. Q. Craufurd, N. H. Battey & R. Asiedu: Phases of Dormancy in Yam Tubers (Dioscorea rotundata), In: Annals of Botany, Volume 97, Issue 4, 2006, S. 497–504. doi:10.1093/aob/mcl002
- Franklin W. Martin & Sidki Sadik: Tropical Yams and Their Potential – Part 4. – Dioscorea rotundata and Dioscorea cayenensis, In: Agriculture Handbook, No. 502, Agricultural Research Service, U.S. Department of Agriculture, 1977: Volltext-PDF.